# Ланской, Михаил Павлович
Михаил Павлович Ланской (1792—1834) — генерал-майор, участник наполеоновских войн, командир Иркутского гусарского полка.

## Биография
Сын генерал-майора и сенатора Павла Сергеевича Ланского (1758—1832) от его брака с Александрой Михайловной Ханыковой (1773—1842), брат Алексея Павловича Ланского (1787—1855).
Военную службу начал 16 июня 1806 года юнкером в лейб-гвардии Егерском полку. За сражение при Гудштадте 24 мая 1807 года награждён знаком отличия Военного ордена Св. Георгия (№ 877). 27 июня 1807 года произведён в портупей-юнкеры, 23 октября 1807 года — в прапорщики, 10 февраля 1810 года — в подпоручики.
Принял активное участие в Отечественной войне 1812 года и заграничном походе 1813—1814 годов в качестве адъютанта генерала Л. Л. Бенингсена. 15 июля 1813 года произведён в штабс-капитаны, 30 ноября 1813 года — в капитаны.
8 ноября 1816 года произведён в полковники с назначением в Елисаветградский гусарский полк.
В 1818—1826 годах командир Иркутского гусарского полка. 18 апреля 1826 года произведён в генерал-майоры.
В 1826—1832 года командир 1-й бригады 1-й гусарской дивизии. 19 декабря 1829 года награждён орденом Святого Георгия 4-й степени за 25 лет беспорочной службы в офицерских чинах. в 1831 году принимал участие в подавлении Польского восстания 1830—1831 годов.
20 мая 1833 года определён состоять по кавалерии и назначен окружным начальником в Дагестане. 28 ноября 1834 года исключен из воинских списков умершим.

## Награды
- Знак отличия Военного ордена (№ 877) (1807, за сражение при Гудштадте 24 мая 1807)
- Орден Святого Владимира 4-й степени с бантом (19 декабря 1812)[3]
- Орден Святой Анны 2-й степени с алмазными украшениями (7 ноября 1813)[4]
- Орден Святого Георгия 4-й степени за 25 лет беспорочной службы (19 декабря 1829)
- Орден Святого Владимира 3-й степени (19 апреля 1831)[5]
- Орден Святой Анны 1-й степени (18 октября 1831)[6]
- Знак отличия за военное достоинство 2-й степени (1831)

- Орден меча рыцарский крест I класса[7] (Королевство Швеция)

## Портреты

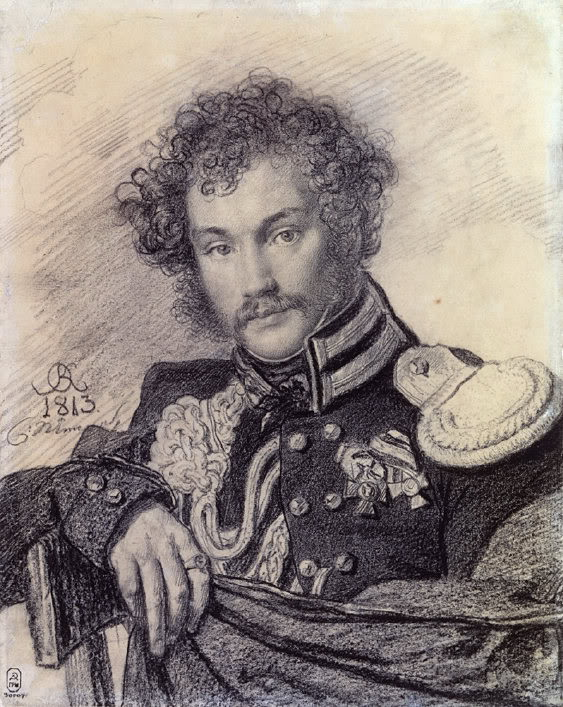
Портрет работы Ореста Кипренского, 1813 г.
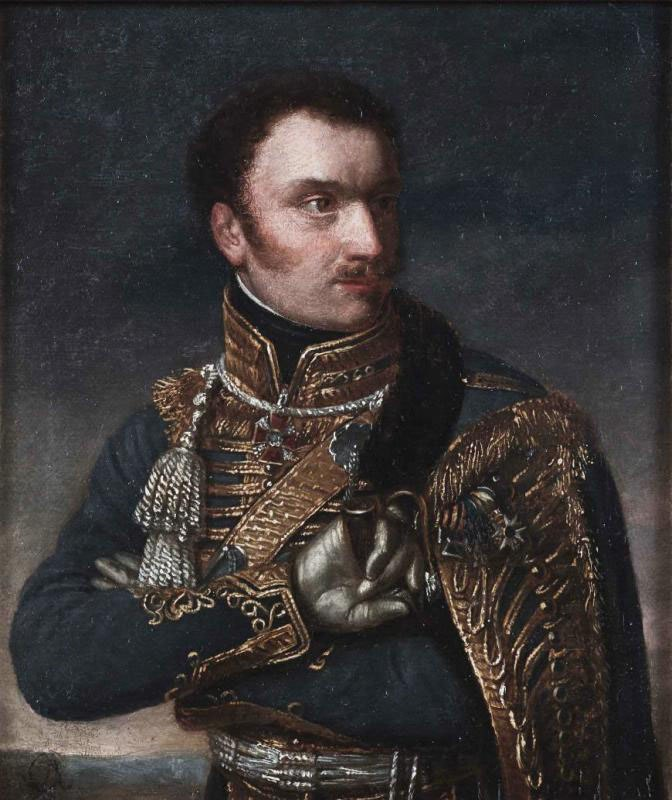
Портрет работы неизвестного художника, после 1816 г.
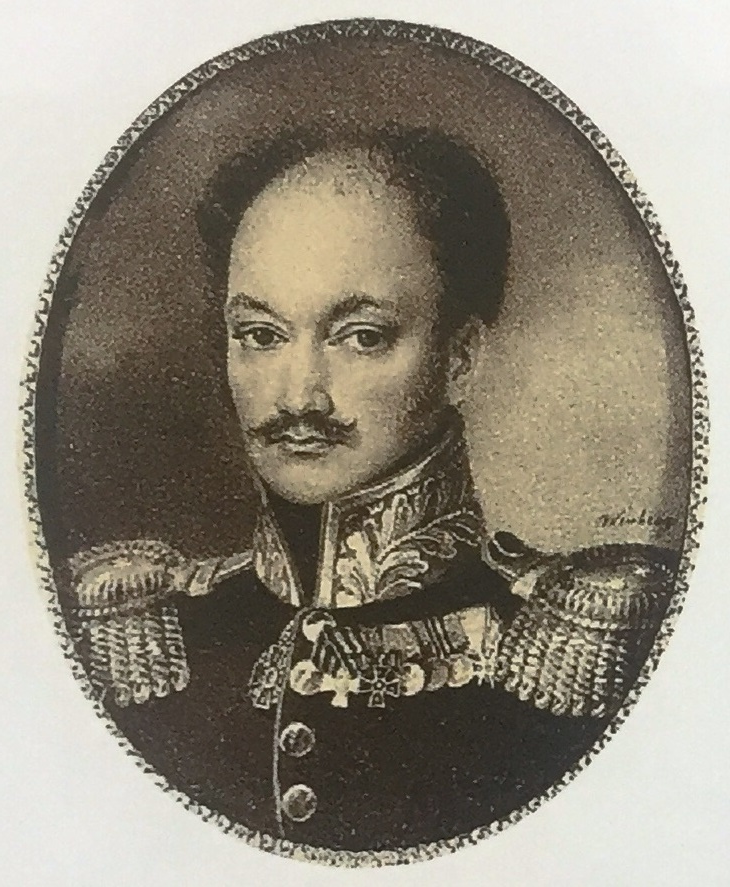
Портрет работы Ивана Винберга, 1830 г.